# Nuno Mendes (football, 2002)
Pour les articles homonymes, voir Nuno Mendes.
Nuno Alexandre Tavares Mendes, dit Nuno Mendes, né le 19 juin 2002 à Sintra au Portugal, est un footballeur international portugais qui évolue au poste d'arrière gauche au Paris Saint-Germain.

## Biographie

### Carrière en club

#### Jeunesse et premiers pas avec le Sporting (2011-2021)
D'origine cap-verdienne, Nuno Mendes est né dans le district de Sintra, à Lisbonne,,. Il rejoint le centre de formation du Sporting CP à l'âge de 10 ans. 
Le 12 juin 2020, il fait ses débuts professionnels avec le club lisboète à l'occasion de la victoire à domicile contre le FC Paços de Ferreira en Primeira Liga, remplaçant  Marcos Acuña à la 72e minute de jeu,. Peu après le départ d'Acuña pour le Séville FC à l'été 2020, Nuno Mendes devient le premier choix au poste d'arrière gauche dans l'équipe dirigée par Rúben Amorim, à seulement 18 ans. 
Le 4 octobre 2020, il marque son premier but avec le Sporting le 4 octobre 2020, lors de la victoire 2-0 à l'extérieur sur Portimonense en championnat.
Lors de l'année 2021, en plus de la Coupe de la Ligue portugaise et de la Supercoupe du Portugal, le jeune latéral remporte le championnat portugais que le club n'avait pas remporté depuis 19 ans. Pièce essentielle au triomphe de cette équipe, Nuno Mendes figure dans l'équipe-type de la compétition.
Sous le maillot du Sporting CP, il dispute 47 matchs et inscrit 1 but.

#### Révélation au Paris Saint-Germain (2021-)

##### Arrivée au PSG sous forme de prêt (2021-2022)
Le 1er septembre 2021, après des rumeurs et du mouvement dans les dernières heures du mercato estival le Paris Saint-Germain annonce l'arrivée du nouveau numéro 25 parisien Nuno Mendes, en prêt payant (entre 4 et 7 millions d'euros) pour une saison avec une option d'achat de 40 millions d'euros. Il remporte avec le Paris Saint-Germain le dixième Championnat de France de l'histoire du club et se voit figurer dans l'équipe-type de la saison à l'occasion des Trophées UNFP 2022, récompensant ainsi son excellente première saison.

###### Transfert définitif au PSG (2022-)
Le 31 mai 2022, le club parisien annonce la levée de son option d'achat, et la signature d'un contrat liant le jeune latéral gauche portugais jusqu'en 2026. Il inscrit son premier but en rencontre officielle avec le Paris Saint-Germain le 3 septembre 2022, face au FC Nantes dans le cadre de la 6e journée de Ligue 1 2022-23. 
Le 2 novembre 2022, Nuno Mendes inscrit son premier but en Ligue des Champions face à la Juventus au Juventus Stadium (victoire 1-2). Ayant plusieurs blessures au cours de la saison, il en subit une aux ischio-jambiers droits à la fin du mois d'avril qui met fin à sa saison à cinq matchs de la fin du championnat. Absent des premiers matchs de la saison 2023-2024 du PSG en raison de cette blessure, il subit une intervention chirurgicale à la fin du mois de septembre pour la traiter et est absent de la compétition pour une durée estimée à quatre mois.
Le 28 mai 2023, il est lauréat du Trophée UNFP du meilleur espoir de Ligue 1 et figure pour la deuxième année consécutive dans l'équipe-type de Ligue 1 de la saison 2022-2023.
Le 10 décembre 2024, il marque son 2e but en Ligue des Champions contre le RB Salzburg (victoire 3-0).

### Carrière en sélection (2018-)
En 2018, Nuno Mendes connait ses premières sélections avec l'équipe du Portugal des moins de 16 ans.
Régulièrement international avec les équipes de jeunes portugaises, Mendes connait sa première sélection en espoirs le 4 septembre 2020, à l'occasion d'une victoire 4-0 contre Chypre dans le cadre des qualifications au Championnat d'Europe 2021,. 
Convoqué pour la première fois avec l'équipe du Portugal en mars 2021, alors qu'il est attendu en espoirs, il fait ses débuts dès le premier match de qualification à la Coupe du monde, étant titularisé sur le flan gauche de la défense contre l'Azerbaïdjan.
En mai 2021, il est retenu par Fernando Santos, le sélectionneur de l'équipe nationale du Portugal, pour participer à l'Euro 2020.
Le 10 novembre 2022, il est sélectionné par Fernando Santos pour participer à la Coupe du monde 2022. Il participe au deuxième match de son pays face à l'Uruguay (2-0) lors duquel il est remplacé en cours de match par Raphaël Guerreiro à la suite d'une blessure à une cuisse. Cette blessure l'amène à renoncer à participer au reste de la compétition.
En mai 2024, il fait partie de la liste des 26 joueurs convoqués par Roberto Martinez pour disputer l'Euro 2024 .

## Statistiques
| Saison                | Club                       | Championnat           | Championnat | Championnat | Championnat | Coupe nationale | Coupe nationale | Coupe nationale | Coupe de la Ligue | Coupe de la Ligue | Coupe de la Ligue | Supercoupe | Supercoupe | Supercoupe | Compétition(s) continentale(s) | Compétition(s) continentale(s) | Compétition(s) continentale(s) | Compétition(s) continentale(s) | Qualifs Europe | Qualifs Europe | Qualifs Europe | Coupe du monde des clubs | Coupe du monde des clubs | Coupe du monde des clubs | Supercoupe de l'UEFA | Supercoupe de l'UEFA | Supercoupe de l'UEFA | Total | Total | Total |
| Saison                | Club                       | Division              | M.          | B.          | P.d.        | M.              | B.              | P.d.            | M.                | B.                | P.d.              | M.         | B.         | P.d.       | Comp.                          | M.                             | B.                             | P.d.                           | M.             | B.             | P.d.           | M.                       | B.                       | P.d.                     | M.                   | B.                   | P.d.                 | M.    | B.    | P.d.  |
| 2019-2020             | Sporting CP                | Liga NOS              | 9           | 0           | 0           | -               | -               | -               | -                 | -                 | -                 | -          | -          | -          | -                              | -                              | -                              | -                              | -              | -              | -              | -                        | -                        | -                        | -                    | -                    | -                    | 9     | 0     | 0     |
| 2020-2021             | Sporting CP                | Liga NOS              | 29          | 1           | 1           | 2               | 0               | 0               | 2                 | 0                 | 1                 | -          | -          | -          | -                              | -                              | -                              | -                              | 2              | 0              | 0              | -                        | -                        | -                        | -                    | -                    | -                    | 35    | 1     | 2     |
| 2021-2022             | Sporting CP                | Liga NOS              | 2           | 0           | 0           | -               | -               | -               | -                 | -                 | -                 | 1          | 0          | 1          | C3                             | -                              | -                              | -                              | -              | -              | -              | -                        | -                        | -                        | -                    | -                    | -                    | 3     | 0     | 1     |
| Sous-total            | Sous-total                 | Sous-total            | 40          | 1           | 1           | 2               | 0               | 0               | 2                 | 0                 | 1                 | 1          | 0          | 1          | -                              | -                              | -                              | -                              | 2              | 0              | 0              | -                        | -                        | -                        | -                    | -                    | -                    | 47    | 1     | 3     |
| 2021-2022             | Paris Saint-Germain (prêt) | Ligue 1               | 27          | 0           | 1           | 2               | 0               | 1               | -                 | -                 | -                 | -          | -          | -          | C1                             | 8                              | 0                              | 0                              | -              | -              | -              | -                        | -                        | -                        | -                    | -                    | -                    | 37    | 0     | 2     |
| 2022-2023             | Paris Saint-Germain        | Ligue 1               | 23          | 1           | 5           | 2               | 0               | 1               | -                 | -                 | -                 | 1          | 0          | 0          | C1                             | 6                              | 1                              | 0                              | -              | -              | -              | -                        | -                        | -                        | -                    | -                    | -                    | 32    | 2     | 6     |
| 2023-2024             | Paris Saint-Germain        | Ligue 1               | 6           | 1           | 1           | 3               | 0               | 1               | -                 | -                 | -                 | -          | -          | -          | C1                             | 5                              | 0                              | 0                              | -              | -              | -              | -                        | -                        | -                        | -                    | -                    | -                    | 14    | 1     | 2     |
| 2024-2025             | Paris Saint-Germain        | Ligue 1               | 24          | 2           | 3           | 5               | 0               | 2               | -                 | -                 | -                 | 1          | 0          | 0          | C1                             | 16                             | 4                              | 2                              | -              | -              | -              | 7                        | 0                        | 0                        | -                    | -                    | -                    | 53    | 6     | 7     |
| 2025-2026             | Paris Saint-Germain        | Ligue 1               | 1           | 0           | 1           | 0               | 0               | 0               | -                 | -                 | -                 | 0          | 0          | 0          | C1                             | 0                              | 0                              | 0                              | -              | -              | -              | -                        | -                        | -                        | 1                    | 0                    | 0                    | 2     | 0     | 1     |
| Sous-total            | Sous-total                 | Sous-total            | 81          | 4           | 11          | 12              | 0               | 5               | -                 | -                 | -                 | 2          | 0          | 0          | -                              | 35                             | 5                              | 2                              | -              | -              | -              | 7                        | 0                        | 0                        | 1                    | 0                    | 0                    | 138   | 9     | 18    |
| Total sur la carrière | Total sur la carrière      | Total sur la carrière | 121         | 5           | 12          | 14              | 0               | 5               | 2                 | 0                 | 1                 | 3          | 0          | 1          | -                              | 35                             | 5                              | 2                              | 2              | 0              | 0              | 7                        | 0                        | 0                        | 1                    | 0                    | 0                    | 185   | 10    | 21    |

## En sélection nationale
| Saison                | Sélection             | Phases finales              | Phases finales | Phases finales | Phases finales | Éliminatoires CDM | Éliminatoires CDM | Éliminatoires CDM | Éliminatoires EURO | Éliminatoires EURO | Éliminatoires EURO | Ligue Nations UEFA | Ligue Nations UEFA | Ligue Nations UEFA | Matchs amicaux | Matchs amicaux | Matchs amicaux | Total | Total | Total |
| Saison                | Sélection             | Compétition                 | M              | B              | Pd             | M                 | B                 | Pd                | M                  | B                  | Pd                 | M                  | B                  | Pd                 | M              | B              | Pd             | M     | B     | Pd    |
| --------------------- | --------------------- | --------------------------- | -------------- | -------------- | -------------- | ----------------- | ----------------- | ----------------- | ------------------ | ------------------ | ------------------ | ------------------ | ------------------ | ------------------ | -------------- | -------------- | -------------- | ----- | ----- | ----- |
| 2020-2021             | Portugal              | Euro 2020                   | 0              | 0              | 0              | 3                 | 0                 | 0                 | -                  | -                  | -                  | -                  | -                  | -                  | 2              | 0              | 0              | 5     | 0     | 0     |
| 2021-2022             | Portugal              | -                           | -              | -              | -              | 6                 | 0                 | 0                 | -                  | -                  | -                  | 2                  | 0                  | 0                  | 2              | 0              | 0              | 10    | 0     | 0     |
| 2022-2023             | Portugal              | Coupe du monde 2022         | 1              | 0              | 0              | -                 | -                 | -                 | 1                  | 0                  | 1                  | 1                  | 0                  | 0                  | 1              | 0              | 0              | 4     | 0     | 1     |
| 2023-2024             | Portugal              | Euro 2024                   | 4              | 0              | 0              | -                 | -                 | -                 | -                  | -                  | -                  | -                  | -                  | -                  | 4              | 0              | 0              | 8     | 0     | 0     |
| 2024-2025             | Portugal              | Ligue des nations 2024-2025 | 2              | 1              | 0              | -                 | -                 | -                 | -                  | -                  | -                  | 8                  | 0                  | 6                  | -              | -              | -              | 10    | 1     | 6     |
| Total sur la carrière | Total sur la carrière | Total sur la carrière       | 7              | 1              | 0              | 9                 | 0                 | 0                 | 1                  | 0                  | 1                  | 11                 | 0                  | 6                  | 9              | 0              | 0              | 37    | 1     | 7     |

## Palmarès
| Sporting CP (3) | Paris Saint-Germain (10) | Portugal (1)                                 |
| --- | --- | -------------------------------------------- |
| - Championnat du Portugal (1) : - Vainqueur : 2021 - Coupe de la Ligue (1) : - Vainqueur : 2021 - Supercoupe du Portugal (1) : - Vainqueur : 2021 | - Ligue des champions (1) : - Vainqueur : 2025 - Supercoupe de l'UEFA (1) : - Vainqueur : 2025 - Championnat de France (4) : - Vainqueur : 2022, 2023, 2024 et 2025 - Coupe de France (2) : - Vainqueur : 2024 et 2025 - Trophée des Champions (2) : - Vainqueur : 2022 et 2024 - Coupe du monde des clubs : - Finaliste en 2025 | - Ligue des nations (1) : - Vainqueur : 2025 |

### Distinctions personnelles
- Membre de l'équipe de la saison du Championnat du Portugal en 2020-2021.
- 4e au classement du Trophée Kopa 2021.
- Membre de l'équipe de la saison du Championnat de France en 2022, 2023 et 2025 (Trophées UNFP).
- Trophées UNFP 2023 : Meilleur espoir de Ligue 1[27]
- Membre de l'équipe-type de la Ligue des champions 2025
- Co-meilleur passeur de la Ligue des nations 2024-2025[28]
- Homme du match de la Finale de la Ligue des nations de l'UEFA 2024-2025
- Meilleur joueur de la Ligue des nations de l'UEFA 2024-2025.